# Ausson
Cet article possède un paronyme, voir Aussonne.
Ausson, également (Ausson en occitan) est une commune française située dans l'ouest du département de la Haute-Garonne, en région Occitanie. Sur le plan historique et culturel, la commune fait partie du pays de Comminges, correspondant à l’ancien comté de Comminges, circonscription de la province de Gascogne située sur les départements actuels du Gers, de la Haute-Garonne, des Hautes-Pyrénées et de l'Ariège.
Exposée à un climat océanique altéré, elle est drainée par la Garonne, le ruisseau du Lavet de Derrière et par divers autres petits cours d'eau. La commune possède un patrimoine naturel remarquable : un site Natura 2000 (« Garonne, Ariège, Hers, Salat, Pique et Neste »), un espace protégé (« la Garonne, l'Ariège, l'Hers Vif et le Salat ») et quatre zones naturelles d'intérêt écologique, faunistique et floristique.
Ausson est une commune rurale qui compte 592 habitants en 2022, après avoir connu une forte hausse de la population depuis 1975. Elle appartient à l'unité urbaine de Montréjeau et fait partie de l'aire d'attraction de Saint-Gaudens. Ses habitants sont appelés les Aussonnais ou  Aussonnaises.

## Géographie

### Localisation
La commune d'Ausson se trouve dans le département de la Haute-Garonne, en région Occitanie.
Elle se situe à 90 km à vol d'oiseau au sud-ouest de Toulouse, préfecture du département, à 11 km à l'ouest de Saint-Gaudens, sous-préfecture, et à 1,5 km à l'est de Montréjeau.
Les communes les plus proches sont : 
Huos (0,4 km), Pointis-de-Rivière (1,9 km), Gourdan-Polignan (2,2 km), Montréjeau (2,2 km), Clarac (2,9 km), Ponlat-Taillebourg (3,3 km), Cier-de-Rivière (3,7 km), Martres-de-Rivière (3,7 km).
Sur le plan historique et culturel, Ausson fait partie du pays de Comminges, correspondant à l’ancien comté de Comminges, circonscription de la province de Gascogne située sur les départements actuels du Gers, de la Haute-Garonne, des Hautes-Pyrénées et de l'Ariège.
Les communes limitrophes sont Gourdan-Polignan, Huos, Montréjeau, Pointis-de-Rivière, Ponlat-Taillebourg et Les Tourreilles.
|                  | Les Tourreilles | Ponlat-Taillebourg |
| Montréjeau       | Ausson          | Pointis-de-Rivière |
| Gourdan-Polignan | Huos            |                    |

Paysages
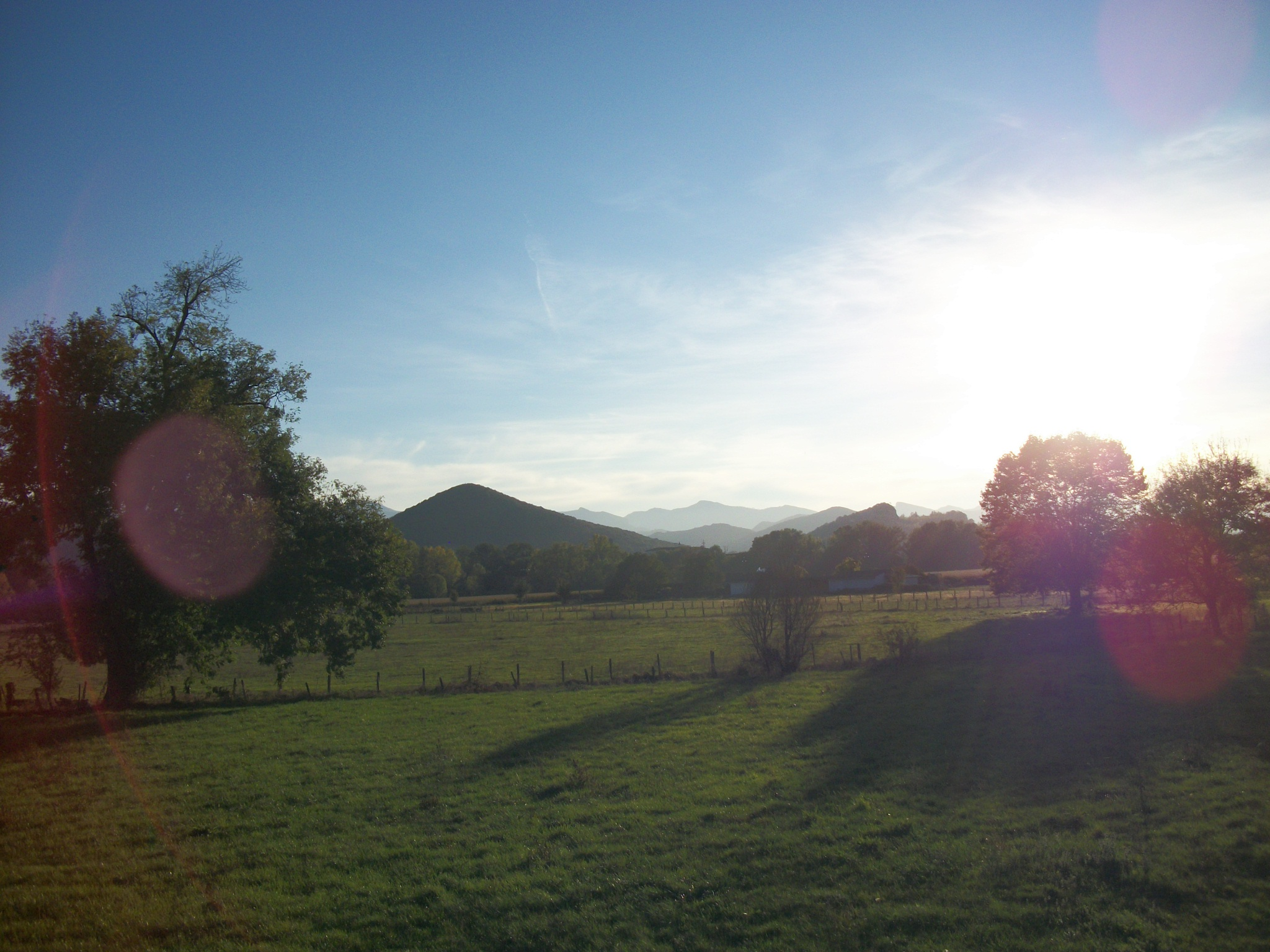
Vue sur les Pyrénées avec le Picon
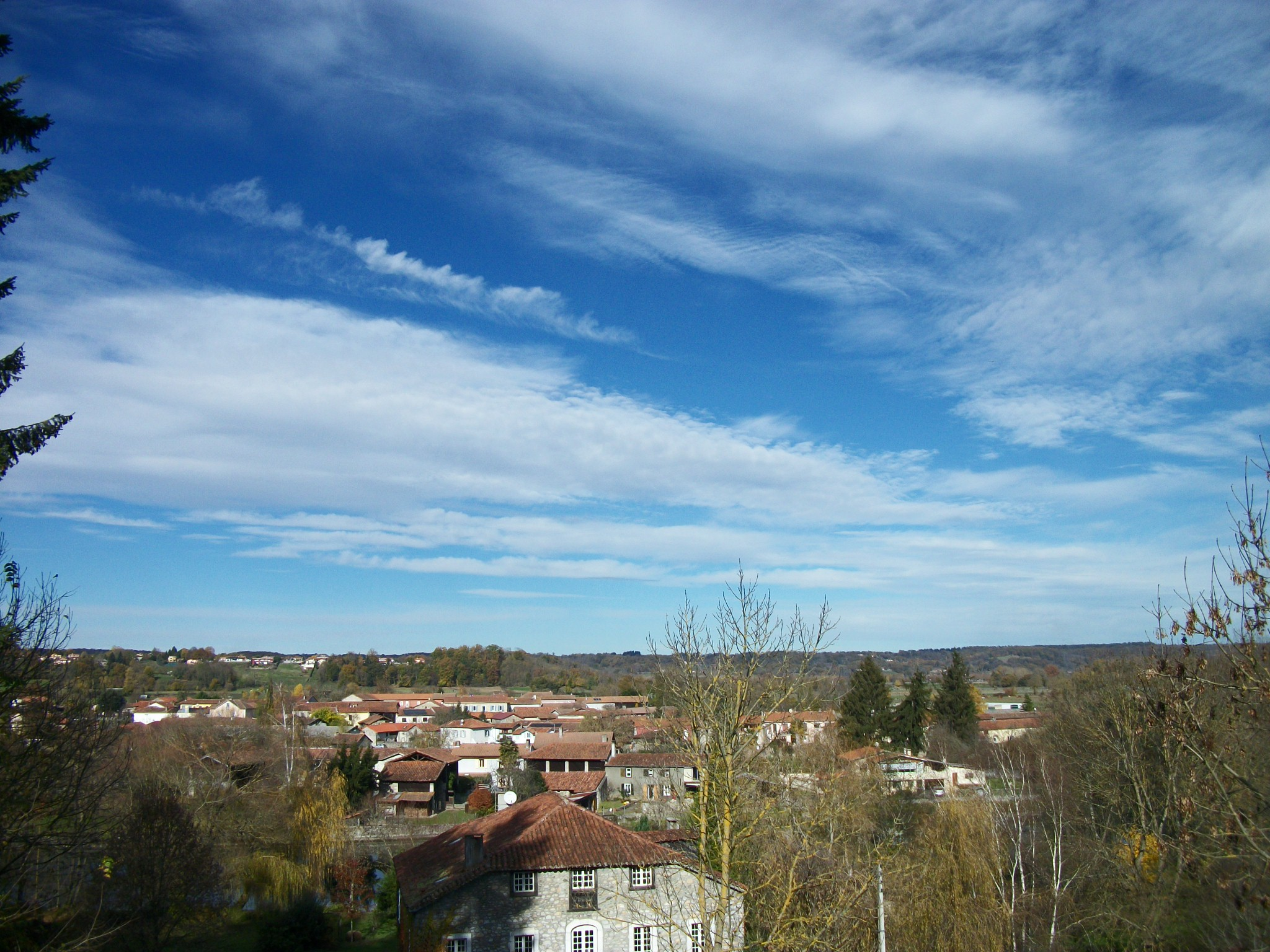
Village d'Ausson depuis Huos

Commune située dans l'unité urbaine de Montréjeau, dans le Comminges, à 12 km au sud-ouest de Saint-Gaudens.

### Hydrographie
Elle est drainée par la Garonne, le ruisseau du Lavet de Derrière, un bras de la Garonne, un bras de la Garonne, un bras de la Garonne et le ruisseau du Pécoup, constituant un réseau hydrographique de 4 km de longueur totale,.
La Garonne est un fleuve principalement français prenant sa source en Espagne et qui coule sur 529 km avant de se jeter dans l’océan Atlantique.
Le ruisseau du Lavet de Derrière, d'une longueur totale de 14,3 km, prend sa source dans la commune de Cantaous et s'écoule d'ouest en est. Il traverse la commune et se jette dans le Lavet à Ponlat-Taillebourg, après avoir traversé 8 communes.

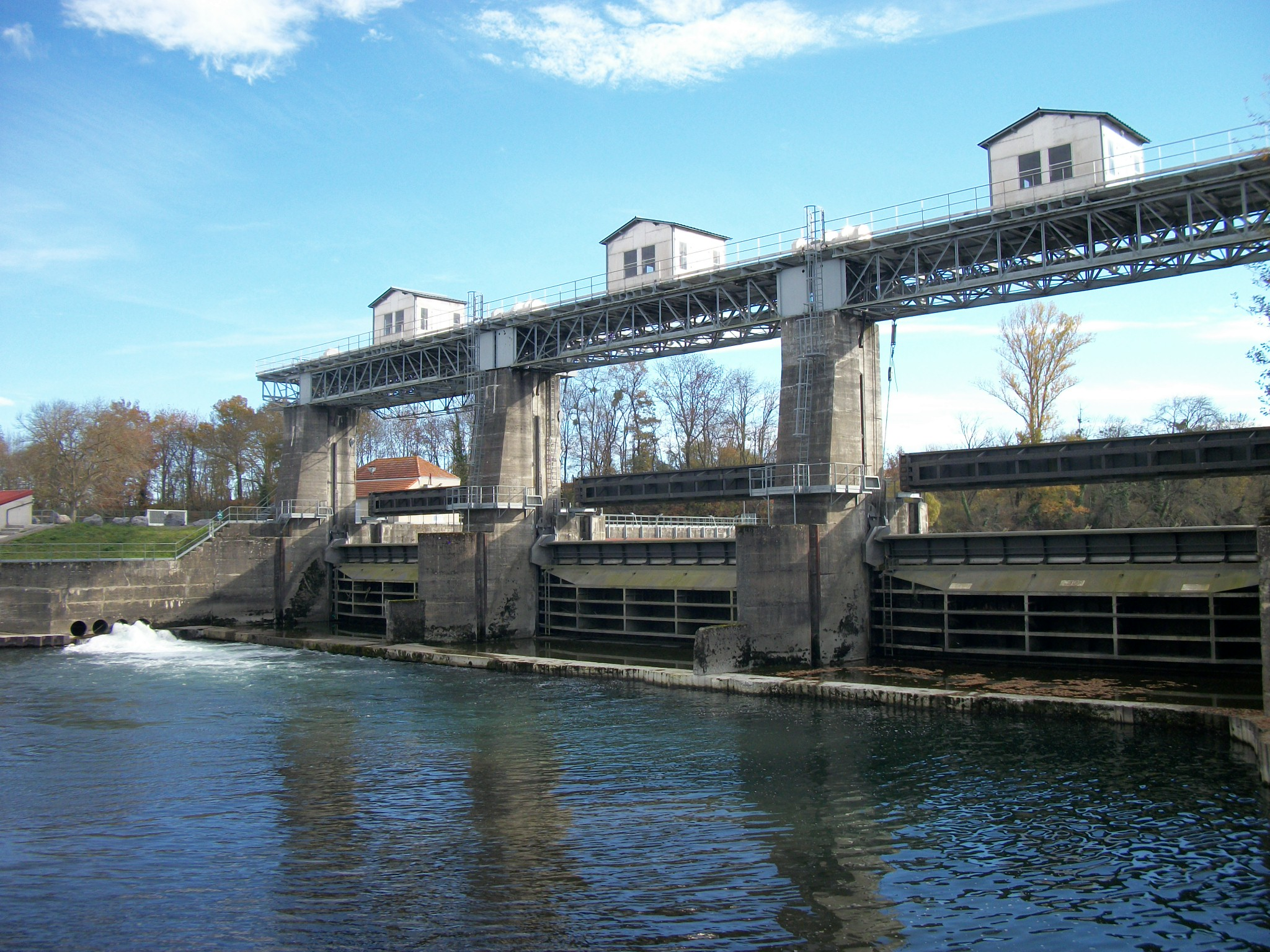
Barrage d'Ausson sur la Garonne
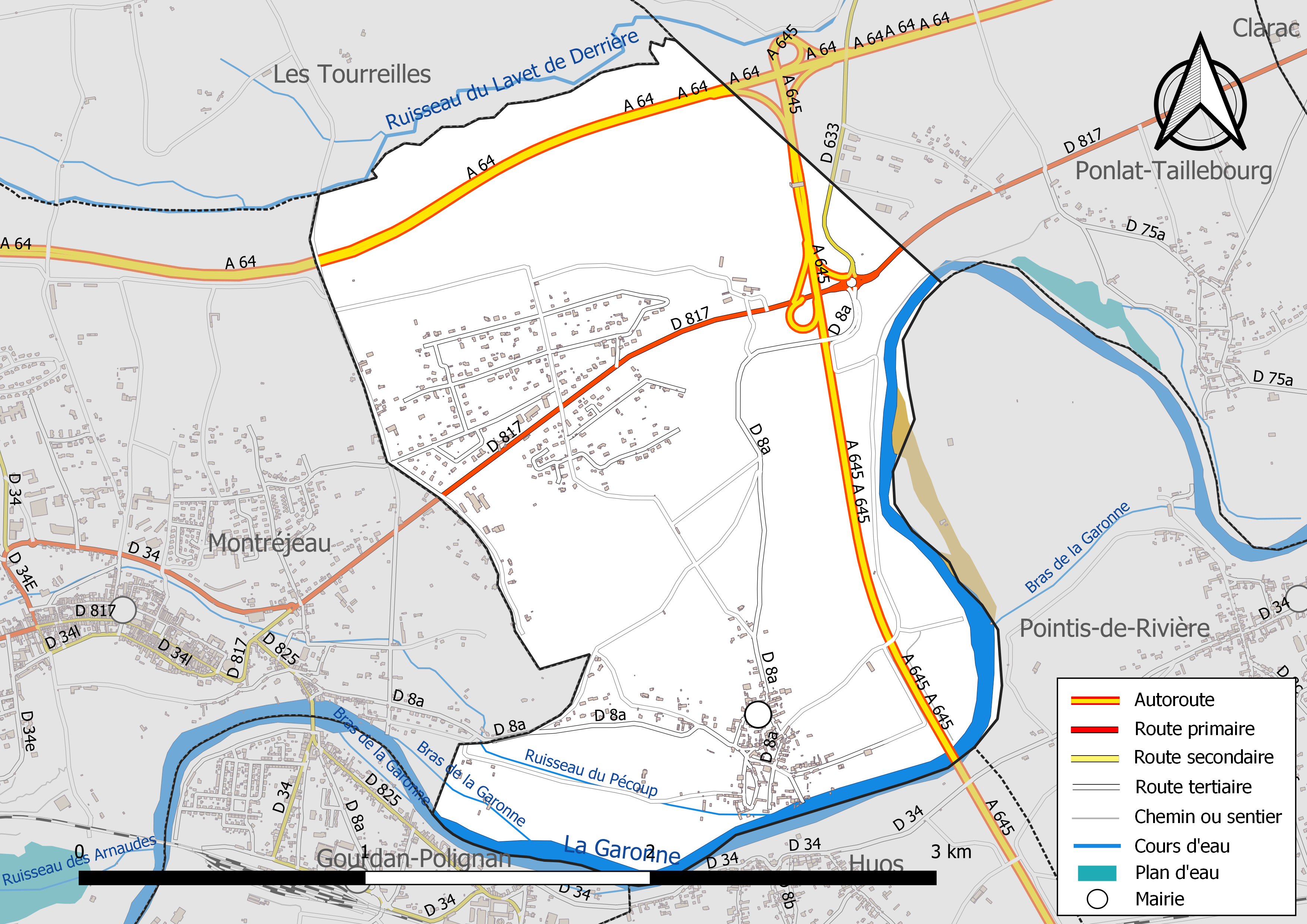
Réseaux hydrographique et routier d'Ausson.

### Climat
Pour des articles plus généraux, voir Climat de l'Occitanie et Climat de la Haute-Garonne.
En 2010, le climat de la commune est de type climat océanique altéré, selon une étude s'appuyant sur une série de données couvrant la période 1971-2000. En 2020, Météo-France publie une typologie des climats de la France métropolitaine dans laquelle la commune est exposée à un climat de montagne ou de marges de montagne et est dans la région climatique Pyrénées centrales, caractérisée par une pluviométrie annuelle de 1 000 à 1 200 mm.
Pour la période 1971-2000, la température annuelle moyenne est de 11,7 °C, avec une amplitude thermique annuelle de 14,6 °C. Le cumul annuel moyen de précipitations est de 934 mm, avec 9,1 jours de précipitations en janvier et 6,9 jours en juillet. Pour la période 1991-2020, la température moyenne annuelle observée sur la station météorologique la plus proche, située sur la commune de Clarac à 3 km à vol d'oiseau, est de 12,5 °C et le cumul annuel moyen de précipitations est de 804,9 mm,. Pour l'avenir, les paramètres climatiques de la commune estimés pour 2050 selon différents scénarios d'émission de gaz à effet de serre sont consultables sur un site dédié publié par Météo-France en novembre 2022.

### Milieux naturels et biodiversité

#### Espaces protégés
La protection réglementaire est le mode d’intervention le plus fort pour préserver des espaces naturels remarquables et leur biodiversité associée,.
Un  espace protégé est présent sur la commune : 
« la Garonne, l'Ariège, l'Hers Vif et le Salat », objet d'un arrêté de protection de biotope, d'une superficie de 1 658,7 ha.

#### Réseau Natura 2000

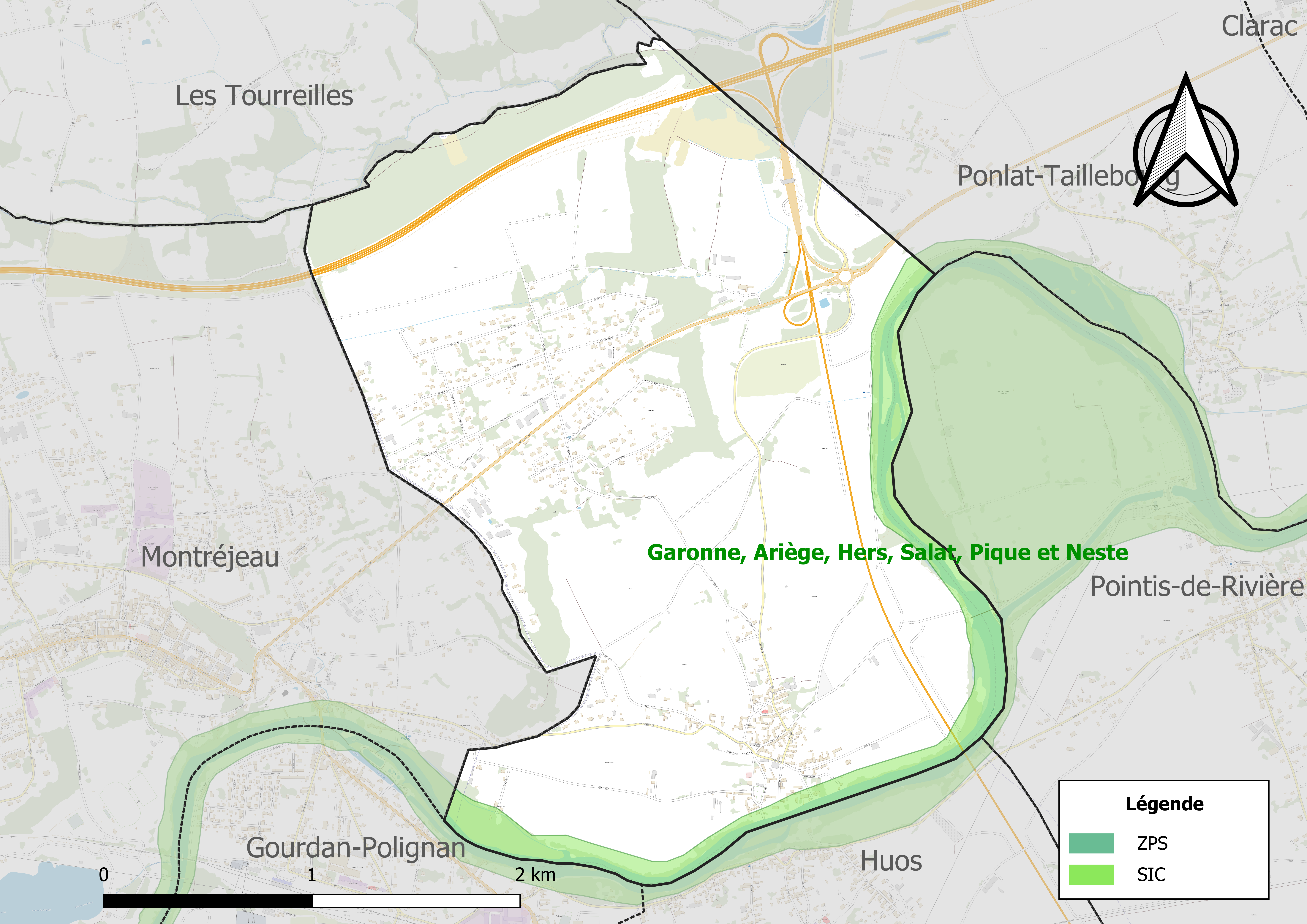
Site Natura 2000 sur le territoire communal.

Le réseau Natura 2000 est un réseau écologique européen de sites naturels d'intérêt écologique élaboré à partir des directives habitats et oiseaux, constitué de zones spéciales de conservation (ZSC) et de zones de protection spéciale (ZPS).
Un site Natura 2000 a été défini sur la commune au titre de la directive habitats : « garonne, Ariège, Hers, Salat, Pique et Neste », d'une superficie de 9 581 ha, un réseau hydrographique pour les poissons migrateurs (zones de frayères actives et potentielles importantes pour le Saumon en particulier qui fait l'objet d'alevinages réguliers et dont des adultes atteignent déjà Foix sur l'Ariège.

#### Zones naturelles d'intérêt écologique, faunistique et floristique

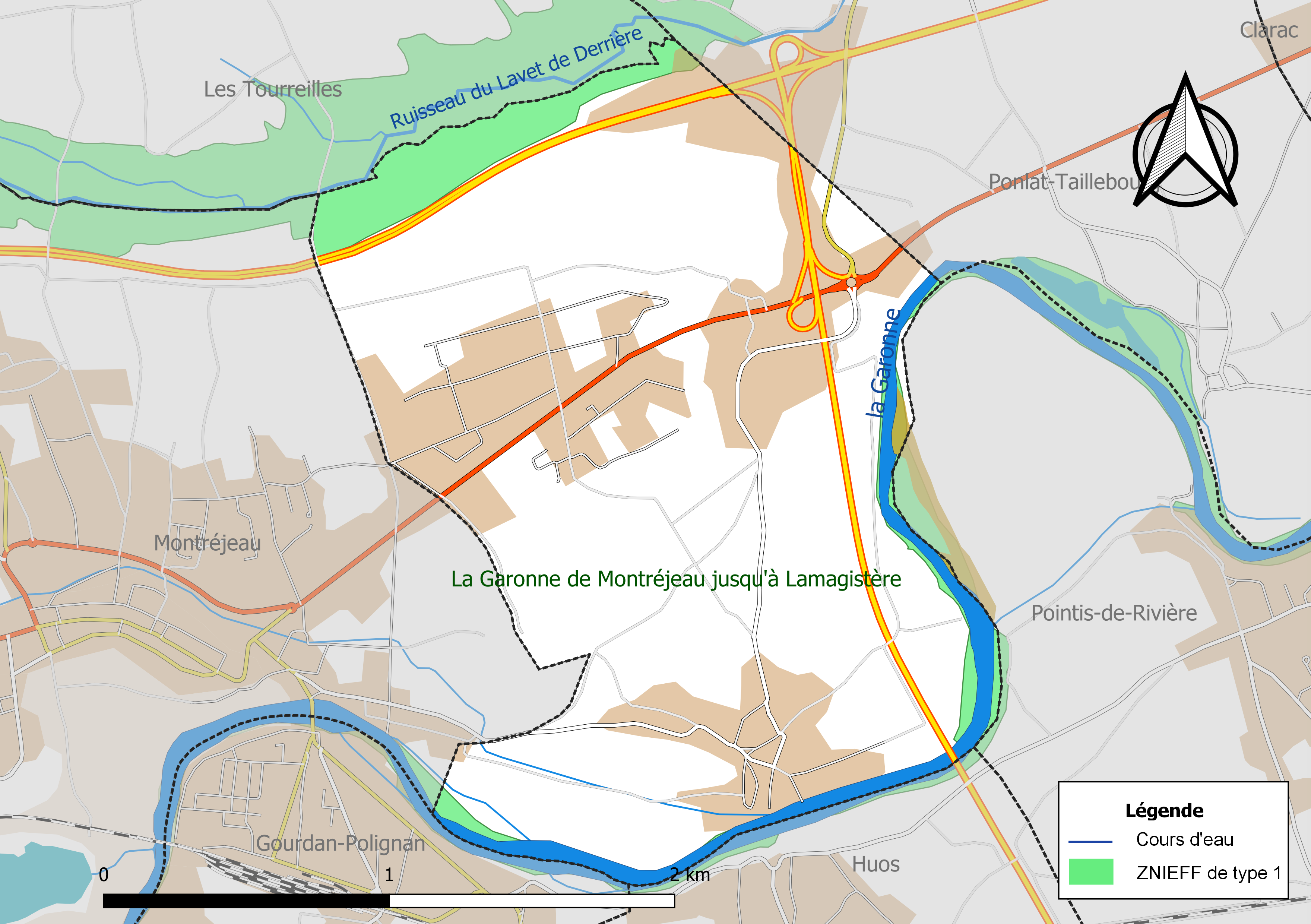
Carte des ZNIEFF de type 1 localisées sur la commune.

L’inventaire des zones naturelles d'intérêt écologique, faunistique et floristique (ZNIEFF) a pour objectif de réaliser une couverture des zones les plus intéressantes sur le plan écologique, essentiellement dans la perspective d’améliorer la connaissance du patrimoine naturel national et de fournir aux différents décideurs un outil d’aide à la prise en compte de l’environnement dans l’aménagement du territoire.
Deux ZNIEFF de type 1 sont recensées sur la commune :
« la Garonne de Montréjeau jusqu'à Lamagistère » (5 075 ha), couvrant 92 communes dont 63 dans la Haute-Garonne, trois en Lot-et-Garonne et 26 en Tarn-et-Garonne et 
les « tourbières, boisements riverains et bocage humide du Lavet » (873 ha), couvrant 9 communes dont six dans la Haute-Garonne et trois dans les Hautes-Pyrénées
et deux ZNIEFF de type 2, : 
- l'« Amont des bassins de la Louge, de la Save, du Lavet et de la Noue et landes orientales du Lannemezan » (5 833 ha), couvrant 18 communes dont 14 dans la Haute-Garonne et quatre dans les Hautes-Pyrénées[24] ;
- « la Garonne et milieux riverains, en aval de Montréjeau » (6 874 ha), couvrant 93 communes dont 64 dans la Haute-Garonne, trois en Lot-et-Garonne et 26 en Tarn-et-Garonne[25].

## Urbanisme

### Typologie
Au 1er janvier 2024, Ausson est catégorisée bourg rural, selon la nouvelle grille communale de densité à sept niveaux définie par l'Insee en 2022.
Elle appartient à l'unité urbaine de Montréjeau, une agglomération inter-départementale regroupant cinq  communes, dont elle est une commune de la banlieue,,. Par ailleurs la commune fait partie de l'aire d'attraction de Saint-Gaudens, dont elle est une commune de la couronne,. Cette aire, qui regroupe 85 communes, est catégorisée dans les aires de moins de 50 000 habitants,.

### Occupation des sols
L'occupation des sols de la commune, telle qu'elle ressort de la base de données européenne d’occupation biophysique des sols Corine Land Cover (CLC), est marquée par l'importance des territoires agricoles (62,8 % en 2018), en diminution par rapport à 1990 (73,5 %). La répartition détaillée en 2018 est la suivante : 
zones agricoles hétérogènes (55 %), zones urbanisées (21,1 %), zones industrielles ou commerciales et réseaux de communication (10,8 %), terres arables (6,6 %), forêts (5,4 %), prairies (1,2 %). L'évolution de l’occupation des sols de la commune et de ses infrastructures peut être observée sur les différentes représentations cartographiques du territoire : la carte de Cassini (XVIIIe siècle), la carte d'état-major (1820-1866) et les cartes ou photos aériennes de l'IGN pour la période actuelle (1950 à aujourd'hui).

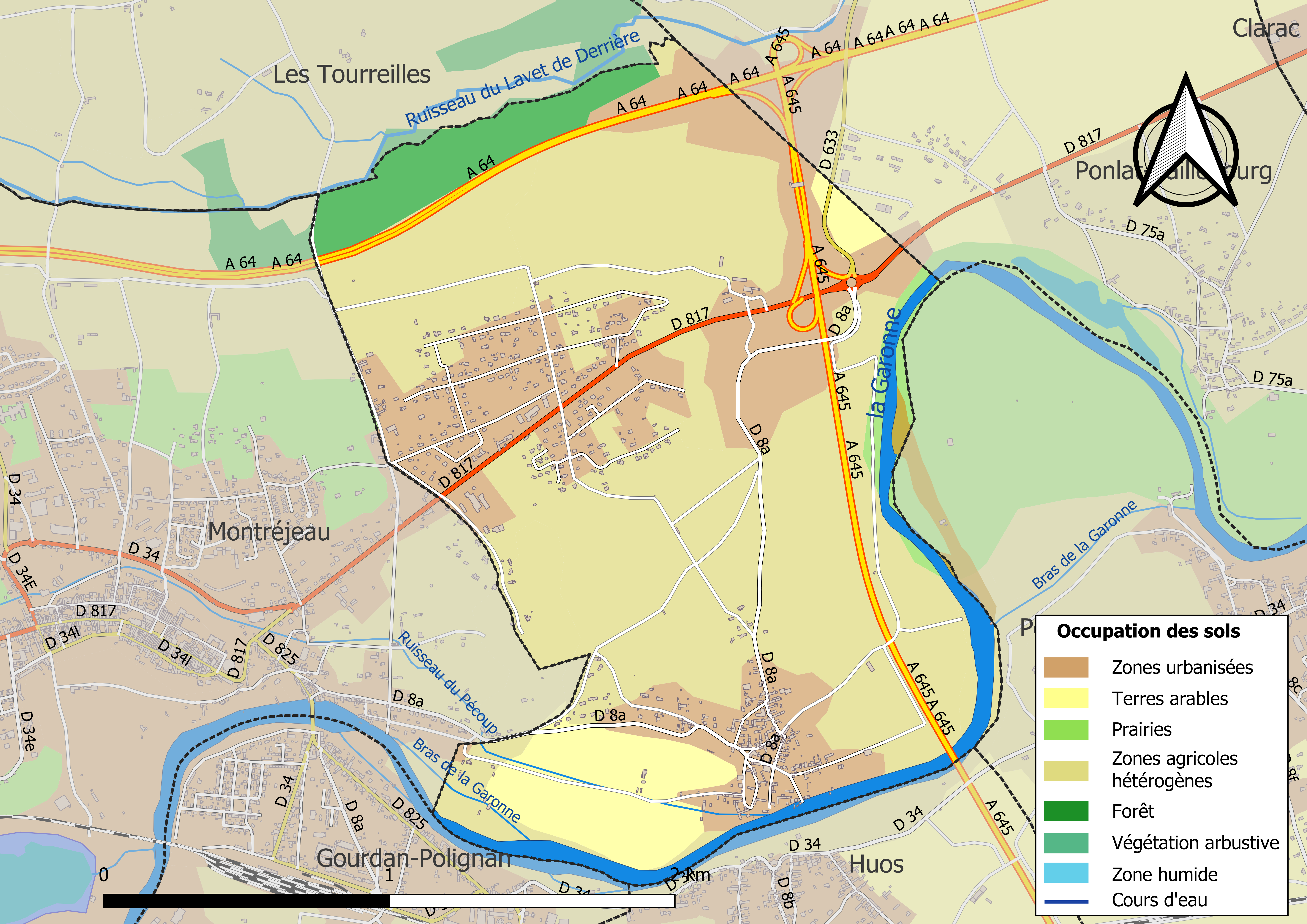
Carte des infrastructures et de l'occupation des sols de la commune en 2018 (CLC).

### Voies de communication et transports
Accès avec la ligne régulière de transport interurbain du réseau Arc-en-ciel (anciennement SEMVAT), sur l'ancienne route nationale 633. Elle présente la caractéristique d'être « coupée » en deux entre le village même et le quartier « Capdeville » du fait de l'étendue des champs les séparant.

### Risques majeurs
Le territoire de la commune d'Ausson est vulnérable à différents aléas naturels : météorologiques (tempête, orage, neige, grand froid, canicule ou sécheresse), inondations et séisme (sismicité modérée). Il est également exposé à un risque technologique, la rupture d'un barrage, et à un risque particulier : le risque de radon. Un site publié par le BRGM permet d'évaluer simplement et rapidement les risques d'un bien localisé soit par son adresse soit par le numéro de sa parcelle.

#### Risques naturels
Certaines parties du territoire communal sont susceptibles d’être affectées par le risque d’inondation par débordement de cours d'eau, notamment le ruisseau du Lavet de Derrière. La commune a été reconnue en état de catastrophe naturelle au titre des dommages causés par les inondations et coulées de boue survenues en 1982, 1999, 2009 et 2013,.

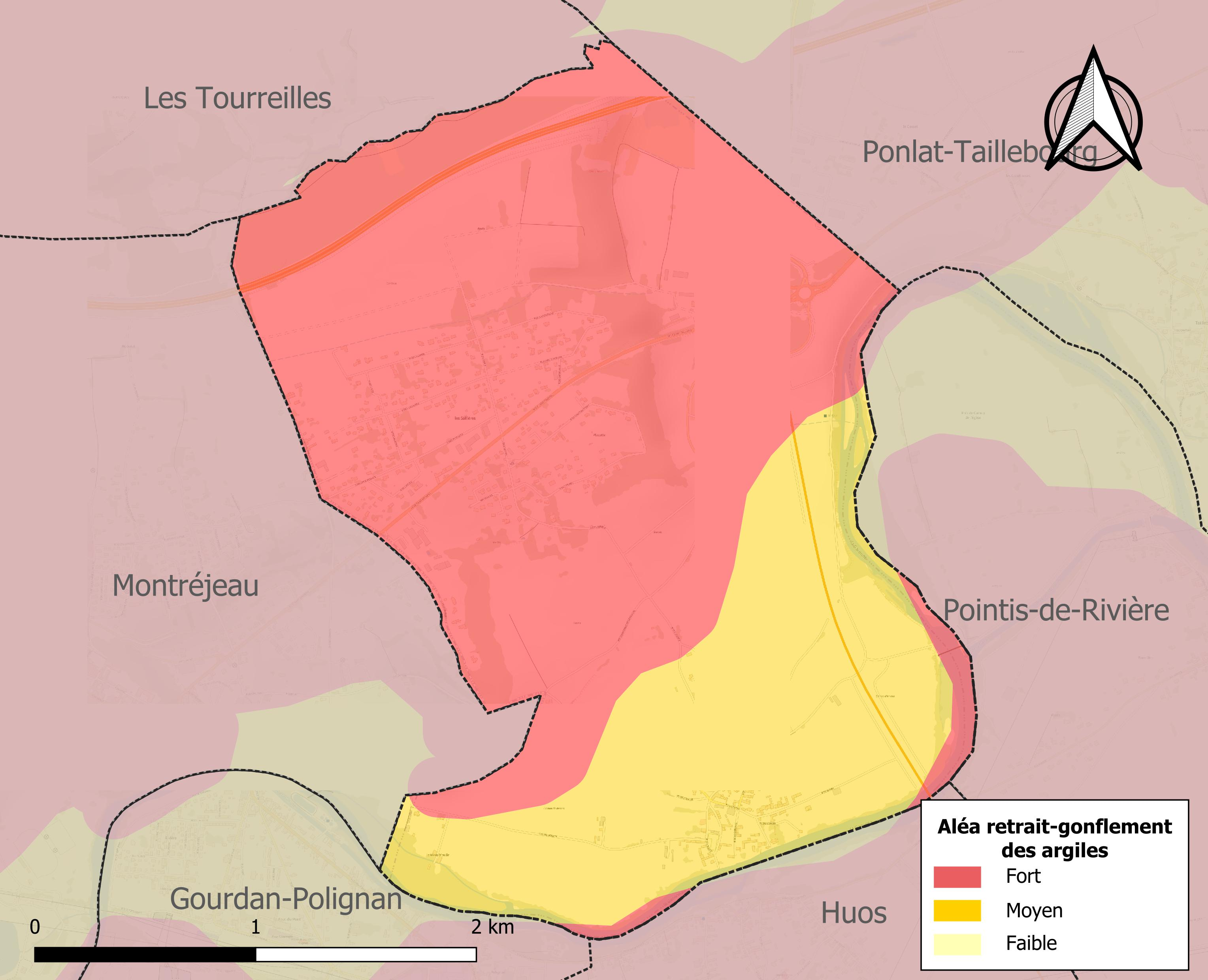
Carte des zones d'aléa retrait-gonflement des sols argileux d'Ausson.

Le retrait-gonflement des sols argileux est susceptible d'engendrer des dommages importants aux bâtiments en cas d’alternance de périodes de sécheresse et de pluie. La totalité de la commune est en aléa moyen ou fort (88,8 % au niveau départemental et 48,5 % au niveau national). Sur les 314 bâtiments dénombrés sur la commune en 2019, 314 sont en aléa moyen ou fort, soit 100 %, à comparer aux 98 % au niveau départemental et 54 % au niveau national. Une cartographie de l'exposition du territoire national au retrait gonflement des sols argileux est disponible sur le site du BRGM,.
Par ailleurs, afin de mieux appréhender le risque d’affaissement de terrain, l'inventaire national des cavités souterraines permet de localiser celles situées sur la commune.
Concernant les mouvements de terrains, la commune a été reconnue en état de catastrophe naturelle au titre des dommages causés par la sécheresse en 1989 et 1991 et par des mouvements de terrain en 1999.

#### Risques technologiques
La commune est en outre située en aval des barrages du Portillon, de Cap de Long (Hautes-Pyrénées) et de l'Oule (Hautes-Pyrénées). À ce titre elle est susceptible d’être touchée par l’onde de submersion consécutive à la rupture d'un de ces ouvrages.

#### Risque particulier
Dans plusieurs parties du territoire national, le radon, accumulé dans certains logements ou autres locaux, peut constituer une source significative d’exposition de la population aux rayonnements ionisants. Certaines communes du département sont concernées par le risque radon à un niveau plus ou moins élevé. Selon la classification de 2018, la commune d'Ausson est classée en zone 2, à savoir zone à potentiel radon faible mais sur lesquelles des facteurs géologiques particuliers peuvent faciliter le transfert du radon vers les bâtiments.

## Politique et administration

### Rattachements administratifs et électoraux
Commune faisant partie de la huitième circonscription de la Haute-Garonne, de la communauté de communes Cœur et Coteaux du Comminges et du canton de Saint-Gaudens (avant le redécoupage départemental de 2014, Ausson faisait partie de l'ex-canton de Montréjeau). Avant le 1er janvier 2017, elle faisait partie de la communauté de communes Nébouzan-Rivière-Verdun. La commune est également membre du SIVOM de Saint-Gaudens Montréjeau Aspet Magnoac.

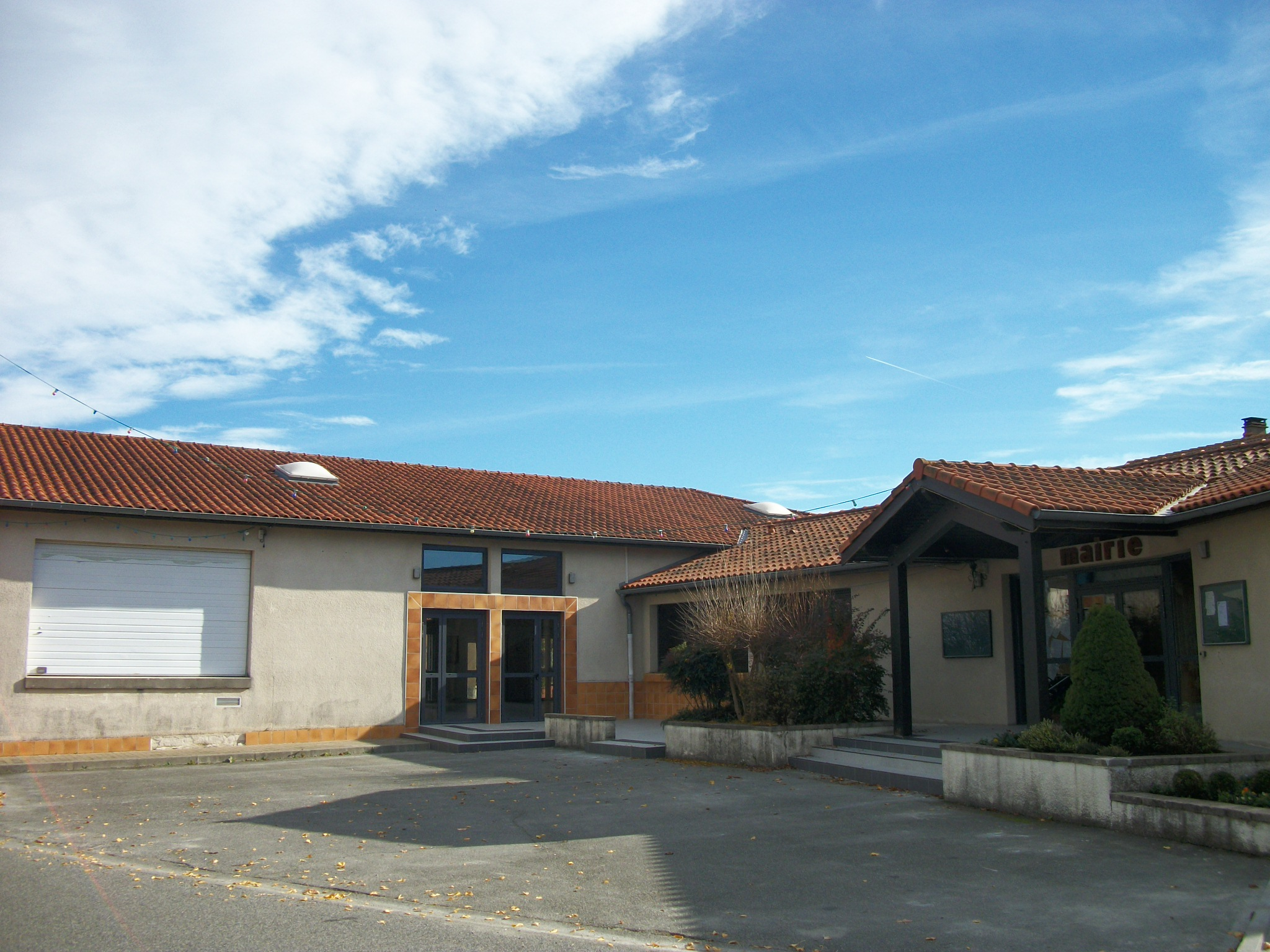
Mairie d'Ausson et la salle des fêtes

### Liste des maires
| Période                                  | Période  | Identité           | Étiquette | Qualité    |
| ---------------------------------------- | -------- | ------------------ | --------- | ---------- |
| Les données manquantes sont à compléter. |          |                    |           |            |
| juin 1995                                | En cours | Yves-Pierre Barrau | PS        | architecte |

## Population et société

### Démographie
L'évolution du nombre d'habitants est connue à travers les recensements de la population effectués dans la commune depuis 1793. Pour les communes de moins de 10 000 habitants, une enquête de recensement portant sur toute la population est réalisée tous les cinq ans, les populations de référence des années intermédiaires étant quant à elles estimées par interpolation ou extrapolation. Pour la commune, le premier recensement exhaustif entrant dans le cadre du nouveau dispositif a été réalisé en 2005.

En 2022, la commune comptait 592 habitants, en évolution de +2,42 % par rapport à 2016 (Haute-Garonne : +8,02 %, France hors Mayotte : +2,11 %).
| 1793 | 1800 | 1806 | 1821 | 1831 | 1836 | 1841 | 1846 | 1851 |
| ---- | ---- | ---- | ---- | ---- | ---- | ---- | ---- | ---- |
| 444  | 363  | 384  | 426  | 471  | 463  | 483  | 490  | 489  |

| 1856 | 1861 | 1866 | 1872 | 1876 | 1881 | 1886 | 1891 | 1896 |
| ---- | ---- | ---- | ---- | ---- | ---- | ---- | ---- | ---- |
| 473  | 465  | 426  | 381  | 382  | 408  | 392  | 386  | 409  |

| 1901 | 1906 | 1911 | 1921 | 1926 | 1931 | 1936 | 1946 | 1954 |
| ---- | ---- | ---- | ---- | ---- | ---- | ---- | ---- | ---- |
| 410  | 414  | 318  | 332  | 279  | 279  | 260  | 271  | 253  |

| 1962 | 1968 | 1975 | 1982 | 1990 | 1999 | 2005 | 2006 | 2010 |
| ---- | ---- | ---- | ---- | ---- | ---- | ---- | ---- | ---- |
| 293  | 324  | 462  | 541  | 547  | 541  | 547  | 549  | 530  |

| 2015 | 2020 | 2022 | - | - | - | - | - | - |
| ---- | ---- | ---- | - | - | - | - | - | - |
| 575  | 592  | 592  | - | - | - | - | - | - |

| selon la population municipale des années : | 1968 | 1975 | 1982 | 1990 | 1999 | 2006 | 2009 | 2013 |
| Rang de la commune dans le département      | 203  | 178  | 169  | 185  | 204  | 212  | 221  | 226  |
| Nombre de communes du département           | 592  | 582  | 586  | 588  | 588  | 588  | 589  | 589  |

### Enseignement
Ausson fait partie de l'académie de Toulouse.

## Économie

### Revenus
En 2018  (données Insee publiées en septembre 2021), la commune compte 288 ménages fiscaux, regroupant 582 personnes. La médiane du revenu disponible par unité de consommation est de 21 190 € (23 140 € dans le département).

### Emploi
|                | 2008  | 2013  | 2018  |
| -------------- | ----- | ----- | ----- |
| Commune        | 6,1 % | 7 %   | 9,1 % |
| Département    | 7,7 % | 9,6 % | 9,3 % |
| France entière | 8,3 % | 10 %  | 10 %  |

En 2018, la population âgée de 15 à 64 ans s'élève à 315 personnes, parmi lesquelles on compte 73,2 % d'actifs (64 % ayant un emploi et 9,1 % de chômeurs) et 26,8 % d'inactifs,. Depuis 2008, le taux de chômage communal (au sens du recensement) des 15-64 ans est inférieur à celui de la France et du département.
La commune fait partie de la couronne de l'aire d'attraction de Saint-Gaudens, du fait qu'au moins 15 % des actifs travaillent dans le pôle,. Elle compte 133 emplois en 2018, contre 124 en 2013 et 81 en 2008. Le nombre d'actifs ayant un emploi résidant dans la commune est de 210, soit un indicateur de concentration d'emploi de 63,4 % et un taux d'activité parmi les 15 ans ou plus de 45 %.
Sur ces 210 actifs de 15 ans ou plus ayant un emploi, 23 travaillent dans la commune, soit 11 % des habitants. Pour se rendre au travail, 95,3 % des habitants utilisent un véhicule personnel ou de fonction à quatre roues, 0,9 % les transports en commun, 2,9 % s'y rendent en deux-roues, à vélo ou à pied et 0,9 % n'ont pas besoin de transport (travail au domicile).

### Activités hors agriculture

#### Secteurs d'activités
48 établissements sont implantés  à Ausson au 31 décembre 2019. Le tableau ci-dessous en détaille le nombre par secteur d'activité et compare les ratios avec ceux du département,.
| Secteur d'activité                                                                                        | Commune | Commune | Département |
| Secteur d'activité                                                                                        | Nombre  | %       | %           |
| --- | ------- | ------- | ----------- |
| Ensemble                                                                                                  | 48      |         |             |
| Industrie manufacturière, industries extractives et autres                                                | 4       | 8,3 %   | (5,7 %)     |
| Construction                                                                                              | 14      | 29,2 %  | (12 %)      |
| Commerce de gros et de détail, transports, hébergement et restauration                                    | 18      | 37,5 %  | (25,9 %)    |
| Activités financières et d'assurance                                                                      | 1       | 2,1 %   | (3,8 %)     |
| Activités spécialisées, scientifiques et techniques et activités de services administratifs et de soutien | 3       | 6,3 %   | (19,8 %)    |
| Administration publique, enseignement, santé humaine et action sociale                                    | 5       | 10,4 %  | (16,6 %)    |
| Autres activités de services                                                                              | 3       | 6,3 %   | (7,9 %)     |

Le secteur du commerce de gros et de détail, des transports, de l'hébergement et de la restauration est prépondérant sur la commune puisqu'il représente 37,5 % du nombre total d'établissements de la commune (18 sur les 48 entreprises implantées  à Ausson), contre 25,9 % au niveau départemental.

#### Entreprises et commerces
En 2021, la chocolaterie Dardenne déplacera ses ateliers de fabrication à Ausson, les installations de production seront doublées et le nombre d'emplois devrait également doubler en cinq ans,.

### Agriculture
|               | 1988 | 2000 | 2010 | 2020 |
| ------------- | ---- | ---- | ---- | ---- |
| Exploitations | 21   | 14   | 11   | 8    |
| SAU (ha)      | 420  | 315  | 368  | 401  |

La commune est dans les « Coteaux de Gascogne », une petite région agricole occupant une partie ouest du département de la Haute-Garonne, constitué d'un relief de cuestas et de vallées peu profondes, creusés par les rivières issues du massif pyrénéen, avec une activité de polyculture et d’élevage. En 2020, l'orientation technico-économique de l'agriculture  sur la commune est l'élevage bovin, orientation mixte lait et viande. Huit exploitations agricoles ayant leur siège dans la commune sont dénombrées lors du recensement agricole de 2020 (21 en 1988). La superficie agricole utilisée est de 401 ha,,.

## Activités sportive
- Boulodrome.
- Terrains de tennis.
- Stade de football à côté de l'église.

Depuis 1982, Ausson dispose de deux terrains de tennis appelés "court de tennis Léon Garnier".
Dans les années '90 il y avait un club de tennis entrainé par M. Godard (Professeur de sport au lycée technique de Gourdan-Polignan).

## Culture locale et patrimoine

### Lieux et monuments

#### Patrimoine religieux

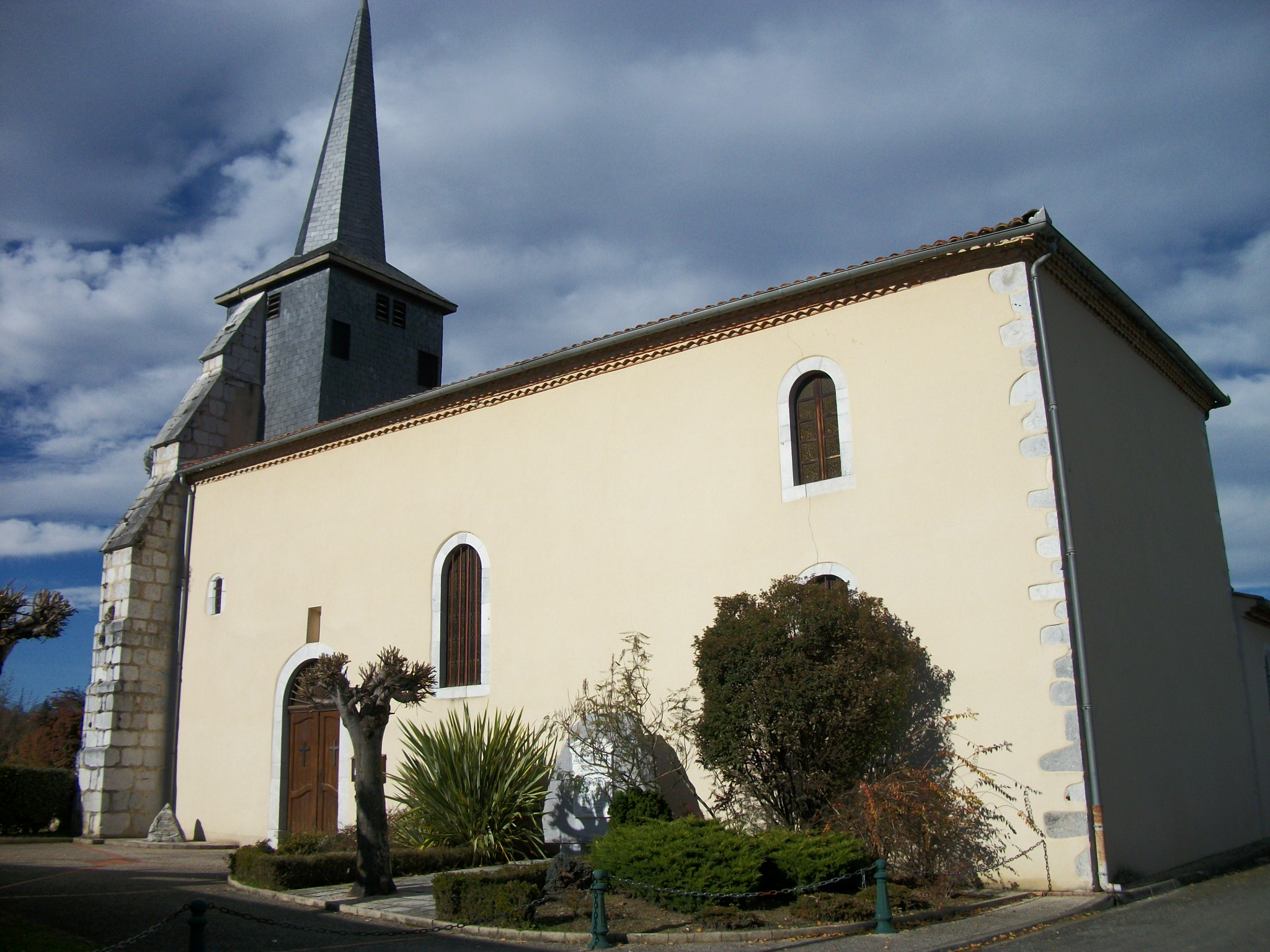
Église Saint-Pierre

- Église Saint-Pierre datant du XIXe siècle[47]. Selon certaines sources, l'église se trouve sur les vestiges de l'ancien manoir de la famille des Espagne-Montespan.
- Oratoire de Saint-Roch
- Croix monumentale de la crucifixion de Jésus.
- Croix monumentale du Sacré-Coeur.
- Monument avec une croix en fer forgé avec des feuilles de vigne et des grappes de raisin.

#### Patrimoine public

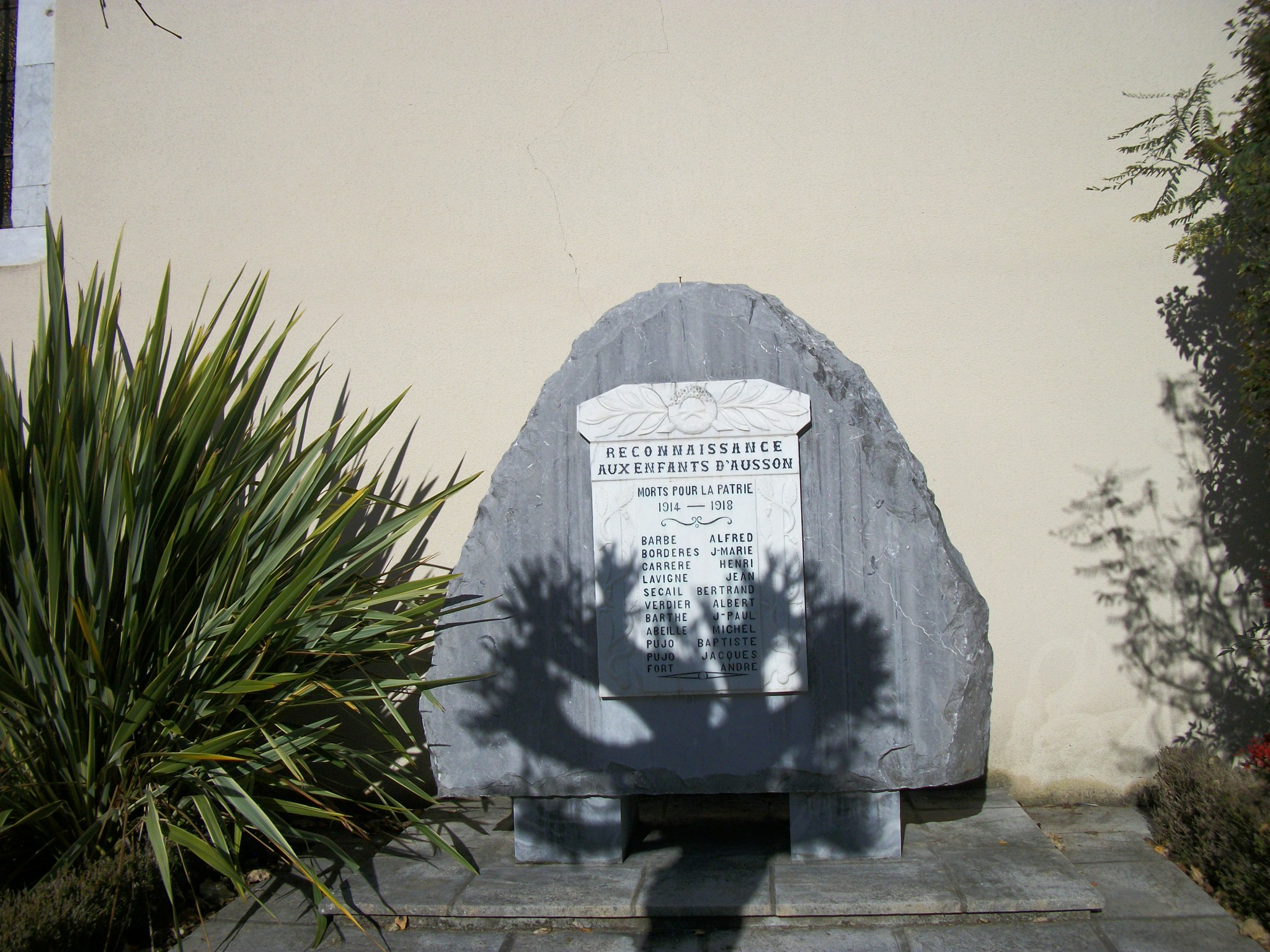
Monument aux morts

- Des Orchis pyramidal sur les bandes d'herbes bordant la route à Ausson (à une centaine de mètres de l'oratoire saint Roch, à l'endroit appelé maillon 7 par les anciens).
- Mairie.
- Salle des fêtes.
- Monument aux morts.

### Personnalités liées à la commune
- Cédric Beaudou, journaliste sportif spécialiste de rugby à XV[48]

### Héraldique
| Ausson | Son blasonnement est : D'argent au lion de gueules, à la bordure de sinople chargée de six écussons d'or. |

## Pour approfondir